# Двотактний вихід

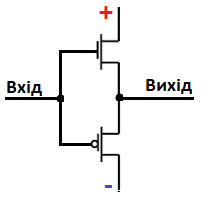
Двотактна схема на pMOS та nMOS

Двотактний вихід (англ. Push–pull output) — тип електронної схеми, який дозволяє пропускати через навантаження як додатній так і від'ємний струм. Складається із 2 активних компонентів, як правило, це два  nMOS або pMOS транзистори включених послідовно, а виходом є середня точка.

## Аналогова схемотехніка
Два транзистори діють в протифазі - підсилюють коливання, які зміщені один відносно одного на 180° 

## Цифрова схемотехніка
В цифрових схемах один вихід активний лише тоді, коли інший неактивний –  «один» та «нуль» відповідно.

## Недоліки
Якщо буде з'єднано 2 або більше таких схеми, то може виникнути наступна проблема – коли на одному виході буде нуль, а на іншому одиниця, то струм не буде обмежений нічим і один з виходів вийде з ладу. Вирішенням такої пробеми є схема з трьома станами - «один», «нуль» та «високий імпеданс», коли жоден з транзисторів не відкритий.